# Chagnag Co
Chagnag Co (kinesiska: Chana Cuo, 查那错) är en sjö i Kina. Den ligger i den autonoma regionen Tibet, i den sydvästra delen av landet, omkring 790 kilometer nordväst om regionhuvudstaden Lhasa. Trakten runt Chagnag Co är ofruktbar med lite eller ingen växtlighet.
Genomsnittlig årsnederbörd är 207 millimeter. Den regnigaste månaden är juli, med i genomsnitt 85 mm nederbörd, och den torraste är december, med 1 mm nederbörd.